# Roger Livesey
Roger Livesey (25 de junio de 1906 - 4 de febrero de 1976) fue un actor teatral y cinematográfico galés.

## Biografía
Sus padres eran Joseph Livesey y Mary Catherine Edwards. Nació en Barry, Sur de Gales, y fue educado en la Westminster City School de Londres. Sus dos hermanastros también eran actores. Su primera actuación en el teatro fue en la obra Loyalties, en el teatro de St. James, en 1917. Posteriormente actuó en todo tipo de obras, desde Shakespeare a las comedias modernas. Interpretó varios papeles en el teatro del West End (la principal red teatral de Londres) entre 1920 y 1926, hizo giras por el Mar Caribe y por Sudáfrica, y después volvió para unirse a la compañía teatral del Old Vic/Sadler's Wells entre septiembre de 1932 y mayo de 1934. En 1936, actuó en Nueva York en la vieja comedia inglesa The Country Wife, y se casó con la actriz Ursula Jeans, a quien había conocido previamente en Inglaterra (Peggy, hermana de Livesey, ya estaba casada con Desmond Jeans, el hermano de Ursula). 
Con el inicio de la Segunda Guerra Mundial, Livesey y Jeans fueron unos de los primeros voluntarios para entretener a las tropas, antes de que él se presentara voluntario para volar en la R.A.F. Fue rechazado a causa de su edad, por lo que trabajó en una fábrica de aviones en el aeródromo de Desford, cerca de Leicester, a fin de contribuir al esfuerzo de guerra. 
Fue elegido por Michael Powell para el papel principal de The Life and Death of Colonel Blimp (Coronel Blimp) (1943). Esta película se exhibió en Nueva York, y consolidó su reputación internacional como actor de carácter de talento. Se le recuerda sobre todo por esta y por otras dos películas que Michael Powell también realizó junto a Emeric Pressburger: I Know Where I'm Going! y A Matter of Life and Death (A vida o muerte). En 1945 fue en principio elegido para el papel principal de Brief Encounter (Breve encuentro), aunque finalmente lo interpretó Trevor Howard. 
Continuó interpretando muchos papeles teatrales durante su carrera cinematográfica hasta 1969. Uno de los últimos fue el del duque de St Bungey en la serie televisiva The Pallisers.

## Familia Livesey
La estructura de la familia Livesey es algo complicada y merece una nota especial.
Joseph Livesey y Sam Livesey eran hermanos, y se casaron con dos hermanas. Sam lo hizo con Margaret Ann Edwards en 1900 y Joseph con Mary Catherine Edwards en 1905. Sam y Margaret Ann tuvieron dos hijos, Jack Livesey y Barrie Livesey. Joseph y Mary Catherine tuvieron también dos hijos, Roger y Maggie. Joseph falleció en 1911 y Margaret Ann lo hizo en 1913. Por este motivo, Sam pudo casarse posteriormente con Mary Catherine, formando una familia con cuatro niños, a los que sumaron una hija, Stella, que tuvieron ellos dos en 1915. Parte de la familia formó una compañía de actores, trabajando en teatros regionales o desde la parte trasera de una vieja carreta, que se convertía en escenario. 
Livesey falleció por un cáncer colorrectal a los 69 años.

## Filmografía seleccionada
- The Four Feathers (Las cuatro plumas) (1921)
- Lorna Doone (1935)
- Rembrandt (1936)
- The Drum (Revuelta en la India) (1938)
- The Life and Death of Colonel Blimp (Coronel Blimp) (1943)
- I Know Where I'm Going! (1945)
- A Matter of Life and Death (A vida o muerte) (1946)
- Vice Versa (1948)
- Green Grow the Rushes (1951)
- The Master of Ballantrae (El señor de Balantry) (1953)
- The League of Gentlemen (Objetivo: Banco de Inglaterra) (1960)
- The Entertainer (El animador) (1960)
- Of Human Bondage (Servidumbre humana) (1964)
- Oedipus the King (Edipo rey) (1967)
- Hamlet (1969)

## Premios y distinciones
Festival Internacional de Cine de San Sebastián
| Año  | Categoría                     | Película                      | Resultado |
| ---- | ----------------------------- | ----------------------------- | --------- |
| 1960 | Premio Zulueta al mejor actor | Objetivo: banco de Inglaterra | Ganador   |